# Grevskapet Auvergne

Blason de l'Auvergne

Grevskapet Auvergne var en vasallstat inom kungariket Frankrike i nuvarande regionen Auvergne mellan 758 och 1610. Dess feodalhärskare bar titeln greve. Det ska inte förväxlas med Dauphinatet Auvergne (1155–1527) eller Hertigdömet Auvergne (1360–1589). 

## Historik
Grevskapet Auvergne uppkom under 400-talet när burgunderna tog kontrollen över den förra romerska provinsen Arvernia, tidigare del av Aquitania Prima. Området låg därefter under burgunderna och sedan under Austrasien och Neustrien, och var under 600-talet rent tillfälligt ett eget hertigdöme, innan det permanent fick sin egen härskare 758. Det var förenat med hertigdömet Akvitanien genom arv 886-927 och sedan åter självständigt. 
Grevskapet splittrades två gånger: 1155 och 1209. 
År 1155 erövrade Vilhelm VIII av Auvergne nästan hela Grevskapet Auvergne från sin brorson Vilhelm VII. Uppdelningen av länet Auvergne blev permanent, och den mindre del av Auvergne där Vilhelm VII lyckades behålla kontrollen, blev därefter känt som Dauphinatet Auvergne (1155–1527). 
År 1209 indrogs en del av Grevskapet Auvergne till franska kronan. Det "kungliga Auvergne" gjordes sedan till Hertigdömet Auvergne (1360-1589). 
Grevskapet Auvergne hade en självständig dynasti 758–1524. När Anne de La Tour d'Auvergne avled 1524 ärvdes grevskapet av hennes systerdotter Katarina av Medici. Katarina gifte in sig i franska kungahuset 1533 och grevskapet Auvergne ärvdes sedan av hennes svärson Karl III av Lothringen och sedan hennes dotter Margareta av Valois innan det vid dennas död 1610 slutligen inkorporerades med den franska kronan. 